# Бурновка
Бурновка — река в Бабаевском районе Вологодской области России, левый приток Колпи.
Площадь водосборного бассейна — 39,7 км². Высота истока — 156 м над уровнем моря. Высота устья — 130 м над уровнем моря.
Начинается на территории Санинского сельского поселения, течёт на юг вдоль автодороги Бабаево — Борисово-Судское, впадает в Колпь на окраине города Бабаево, в 90 км от устья Колпи. Длина реки составляет 15 км. Крупных притоков нет.

## Данные водного реестра
По данным государственного водного реестра России относится к Верхневолжскому бассейновому округу, водохозяйственный участок реки — Суда от истока и до устья, речной подбассейн реки — Реки бассейна Рыбинского водохранилища. Речной бассейн реки — (Верхняя) Волга до Куйбышевского водохранилища (без бассейна Оки).
Код объекта в государственном водном реестре — 08010200212110000007784.